# Siège de Constantinople (1394-1402)
Pour les articles homonymes, voir Siège de Constantinople.
Guerres byzantino-ottomanes
Batailles
- Bapheus
- Campagne catalane
- Bursa
- Pélékanon
- Nicée
- Nicomédie
- 1re Gallipoli
- 2e Gallipoli
- Philadelphie
- 1re Constantinople
- 2e Constantinople
- 3e Constantinople
- 4e Constantinople
- Thessalonique
- Bosphore
- 5e Constantinople

Le siège de Constantinople par le sultan ottoman Bayezid Ier s'étale sur huit ans, de 1394 à 1402. Durant la majeure partie de cette période, le siège s'apparente plus à un blocus qui isole Constantinople du reste du monde, du moins par voie terrestre, la faiblesse de la marine ottomane permettant aux Byzantins de recevoir des assistances par voie maritime.
Ce siège ou blocus de Constantinople conduit les princes chrétiens à se mobiliser contre la puissance turque de plus en plus hégémonique. C'est ainsi que se met en place la croisade de Nicopolis qui se termine par une déroute ou encore l'intervention du maréchal Boucicaut. Finalement, c'est l'intervention extérieure de Tamerlan qui met fin au siège par sa victoire sur les troupes de Bayezid Ier à la bataille d'Ankara, qui contraint les Ottomans, divisés en plusieurs factions, à lever le siège.

## Prélude

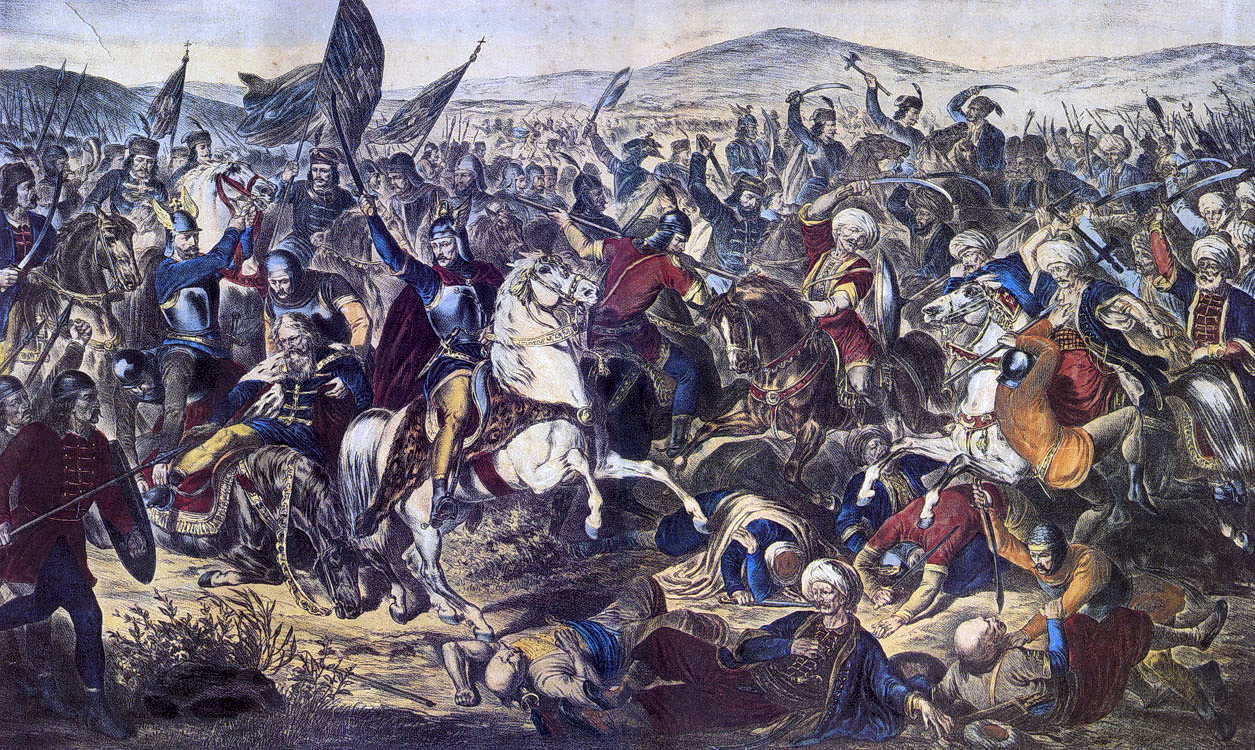
La bataille de Kosovo Polje confirme l'hégémonie ottomane sur les Balkans.

Depuis la prise de Gallipoli en 1354, les Ottomans disposent d'une base pour conquérir le territoire européen. Ainsi, les provinces européennes de l'Empire byzantin sont rapidement envahies par les Ottomans à l'exception du despotat de Morée dans le Péloponnèse et de la banlieue proche de Constantinople. Les Ottomans continuent leur progression plus profondément dans les Balkans et vassalisent l'empire de Serbie et la Bulgarie. Lorsque Bayezid arrive au pouvoir en 1389, il succède à son père, Mourad Ier, mort durant la bataille de Kosovo Polje contre les Serbes. À cette époque, l'Empire byzantin est depuis 1374 le vassal du sultan ottoman et ne dispose plus d'aucune marge de manœuvre. Le 16 février 1391, Jean V Paléologue meurt et son fils Manuel II Paléologue, détenu à Bursa, réussit à s'enfuir pour succéder à son père. Bayezid, furieux de ne pas pouvoir intervenir dans les affaires byzantines bloque la capitale byzantine durant sept mois. Finalement, ce premier siège est levé.
En 1394, à Serrès, Bayezid réunit ses vassaux pour leur faire une démonstration de sa puissance et en profite aussi pour condamner les Paléologue et leur politique en Morée. Manuel réussit à repartir de Serrès en conservant sa couronne impériale mais lorsqu'il reçoit une nouvelle convocation de Bayezid, il refuse de lui répondre. Cet acte, combiné avec la résistance du despote de Morée Théodore, excite la colère du sultan qui, en septembre 1394, ravage les environs de Constantinople et met en place le blocus de la ville.

## Le siège

### Le blocus, de 1394 à 1396

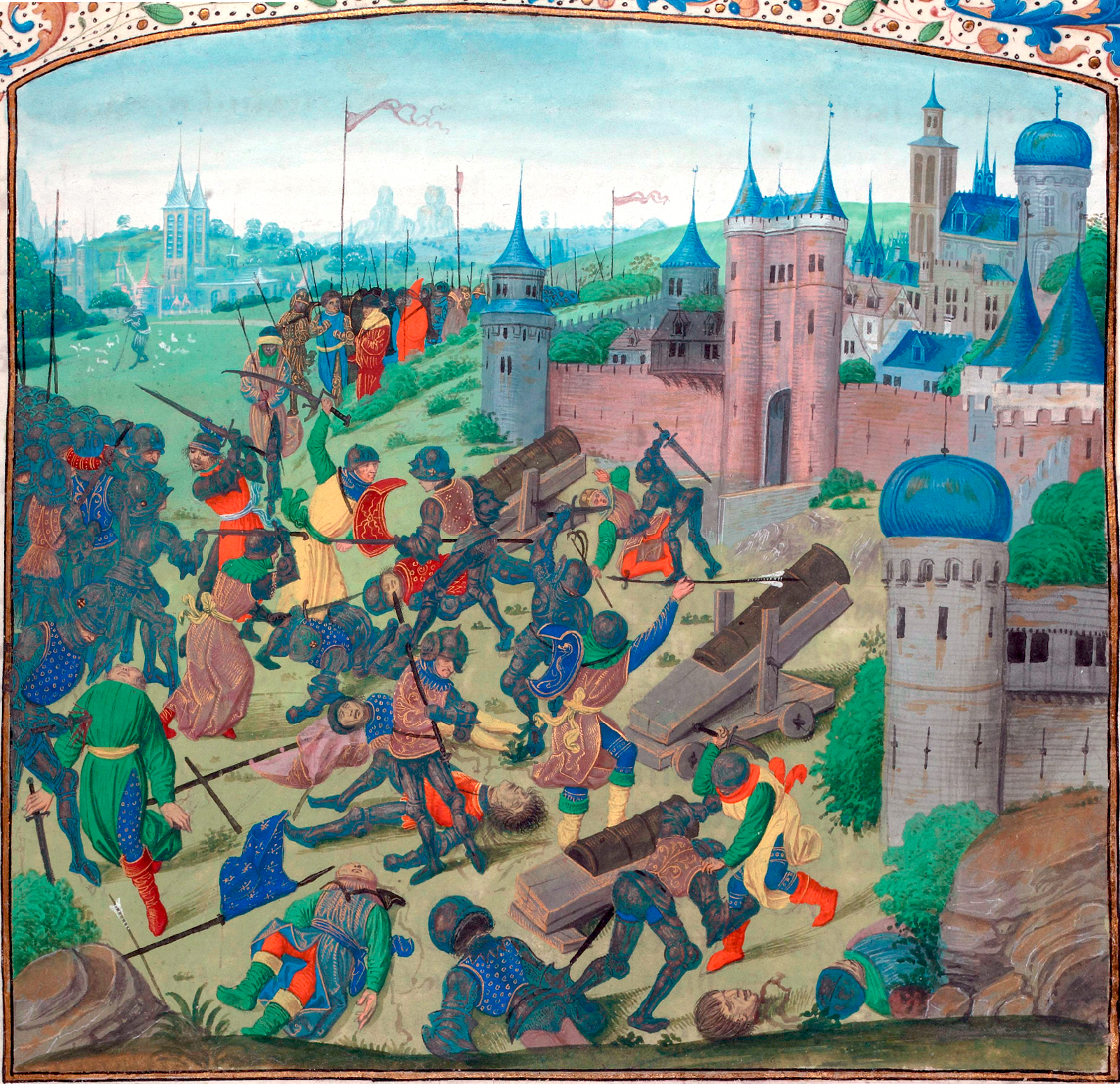
La défaite des croisés à Nicopolis aggrave sensiblement la situation de Constantinople, complètement isolée du monde chrétien.

Entre 1394 et 1396, le blocus est mis en place autour de Constantinople. Les Ottomans se contentent surtout d'empêcher quiconque d'entrer ou de sortir de la cité. Depuis 1392, Constantinople subit une pression de plus en plus importante et, au début de l'année 1394, Manuel II est entré en contact avec les Vénitiens qui craignent pour leurs intérêts en cas de prise de la ville par les Turcs. Ainsi, Venise fait même l'effort de se réconcilier avec Gênes. Manuel cherche prioritairement une solution du côté des puissances maritimes car il estime qu'une expédition terrestre a moins de chance d'aboutir à une défaite turque. Pendant ce temps, Venise propose à Manuel de demander l'aide du pape, lui propose de l'exiler mais surtout, contribue au ravitaillement de Constantinople par l'envoi de navires de transports. En effet, la faiblesse de la marine ottomane fait de la route maritime l'unique voie d'accès à Constantinople.
Le risque de voir tomber Constantinople dans les mains des Turcs éveille les consciences un peu partout en Occident notamment en Hongrie, directement menacée par les progrès ottomans dans les Balkans. De même Mircea Ier l'Ancien, le prince de Valachie, lui aussi sous la menace d'une invasion turque, remporte le 17 mai 1395 à Rovine une victoire face aux troupes ottomanes. Pourtant, Mircéa accepte de devenir le vassal des Ottomans. Le despotat de Morée, quant à lui, subit une invasion turque en 1394-1395 qui le ravage avant que les Ottomans ne se retirent. Mais, en Occident, les ambassadeurs byzantins ont plus de succès. Ils se rendent ainsi à la cour de Charles VI et à celle du duc de Lancastre, encore à Bordeaux. Ainsi, le duc de Mézières parvient, au terme d'une intense campagne en faveur d'une intervention, à réunir plusieurs milliers de chevaliers francs. Cette troupe, dirigée par l'héritier du duc de Bourgogne, Jean de Nevers, est composée du maréchal Boucicaut et d'autres chevaliers parmi les plus importants de l'époque. Ils rejoignent l'armée hongroise dirigée par Sigismond. Les hésitations de Venise quant à la conduite à tenir retardent les opérations qui débutent en avril 1396. Les divergences de points de vue entre les alliés apparaissent dès le début de la campagne. Ainsi, les Francs, privilégiant l'offensive, s'opposent à Sigismond qui prône la prudence. Cependant, ce dernier finit par se plier aux exigences de ses alliés. Pendant ce temps, une flottille vénitienne conduite par Tommaso Mocenigo réussit à atteindre Constantinople par voie maritime. Cette flotte doit assurer la défense des Détroits et assurer la liaison entre Byzance et les croisés. Toutefois, malgré plusieurs succès contre les Turcs, les croisés subissent une lourde défaite le 25 septembre 1396 lors de la bataille de Nicopolis où une grande partie des chevaliers francs périssent ou sont faits prisonniers.
Les conséquences de cette défaite sont dramatiques pour Constantinople dont les dirigeants comptaient sur le succès des croisés pour briser le blocus ottoman. Ainsi, Bayezid reprend très rapidement ses projets contre l'Empire byzantin et s'empare de Selymbria, poste avancée de la défense de Constantinople. De plus, le départ de Mocenigo, ramenant le roi Sigismond en Hongrie permet aux Turcs de renforcer le blocus de la ville. La plupart des troupes de Bayezid se retrouvent devant Constantinople à l'exception de 30 000 hommes détachés afin de ravager la Morée byzantine. Venise et Gênes se mobilisent alors pour fournir des vaisseaux devant défendre la capitale byzantine tandis que Manuel refuse de rendre la ville sans combattre. Bayezid, pour renforcer son emprise, construit la forteresse d'Anadolu Hisarı sur la rive asiatique du Bosphore et pense se servir de Jean VII Paléologue pour remplacer Manuel II à la tête de ce qui reste de l'Empire byzantin. Devant ce blocus qui se transforme de plus en plus en siège, le ravitaillement de la ville devient plus difficile et certains habitants souffrent de la faim tandis que d'autres s'enfuient. Quant à Manuel II, il espère toujours un soutien extérieur malgré les hésitations vénitiennes et répète inlassablement la même prière chaque jour.

### 1397-1399, l'intervention française
L'année 1397 est moins rude pour Constantinople qui voit le blocus se desserrer. Cependant, Manuel II est conscient qu'il a besoin d'un secours extérieur pour sauver ce qu'il reste de l'empire. Il envoie alors de multiples ambassades afin de quémander de l'aide, soutenu par Venise. Le patriarche de Constantinople cherche ainsi à provoquer une croisade de la part des rois de Pologne et de Hongrie sans succès, Sigismond ayant été refroidi par sa défaite à Nicopolis. Boniface IX tente alors de soutenir financièrement l'Empire byzantin en demandant aux princes catholiques de fournir de l'argent à Constantinople en échange d'indulgences. Le roi d'Angleterre Henri IV réussit à collecter quelque 2 000 £ qui n'atteindront jamais la capitale byzantine.
C'est du royaume de France que vient la réponse la plus concrète. Théodore Cantacuzène, l'oncle de Manuel II, est envoyé en tant qu'ambassadeur à Londres et à Paris. Là, il rencontre Charles VI, qui accepte que le maréchal Boucicaut, qui a participé à la bataille de Nicopolis, parte pour Constantinople avec quelques hommes. Il part ainsi d'Aigues-Mortes le 26 juin 1399 avec 1 200 hommes et rejoint la mer Égée, où il rallie une escadre vénitienne et des navires de Rhodes et de Lesbos. Il atteint Constantinople durant l'été, où il est accueilli avec ferveur par une population assiégée depuis près de 5 ans. Nommé Grand Connétable, Boucicaut, et avec lui Manuel, dirige plusieurs expéditions contre les Turcs jusqu'en Asie Mineure. Ainsi, les positions turques de la mer de Marmara et du Bosphore sont fortement fragilisées. Boucicaut réussit entre autres à détruire le château de Riwa Kalessi défendant l'entrée de la mer Noire.
Malgré tout, les quelque 1 200 hommes du maréchal Boucicaut (Louis Bréhier parle de 2 000) sont largement insuffisants pour espérer réaliser mieux que des coups de main contre les Ottomans. Menant l'œuvre de consolidation des défenses de Constantinople, il réussit aussi à réconcilier Manuel II avec Jean VII,. Le maréchal Boucicaut persuade ensuite Manuel de se rendre en Europe pour susciter une croisade parmi les princes catholiques qui seule pourrait sauver Constantinople. Manuel II accepte la proposition et délègue la charge impériale à Jean VII le temps de son voyage. De même, Jean de Châteaumorand, nommé capitaine pour le roi de France en la ville de Constantinople, est laissé avec une centaine d'hommes à Constantinople par le maréchal Boucicaut. Le 10 décembre 1399, Manuel II quitte Constantinople pour l'Occident.

### 1399-1402: lutte sur le plan diplomatique
Dans un premier temps, Manuel se présente à Venise puis dans différentes villes italiennes telles Milan ou Padoue. Il est également possible que Manuel rencontre le pape durant son voyage qui de ce fait a renouvelé les appels à la croisade et aux soutiens financiers à Constantinople. À cette époque, l'Italie commence à s'intéresser à la culture grecque, notamment du fait de l'influence de Jean Chrysoloras à Venise, et les princes italiens n'hésitent pas à réserver un accueil chaleureux contrairement à ce qui avait pu être le cas pour Jean V Paléologue. Mais plus que des échanges culturels, Manuel recherche une aide militaire contre les Turcs qui continuent d'assiéger Constantinople. C'est ainsi qu'il part pour Paris en juin 1400 où il rencontre Charles VI. Ce dernier lui promet d'envoyer le maréchal Boucicaut à Constantinople à la tête d'une nouvelle expédition. L'empereur rentre aussi en contact avec les rois de Castille et d'Aragon. De même, il tente de demander l'assistance du roi Henri IV d'Angleterre qu'il rencontre à la fin de l'année 1400. Enthousiaste, Manuel II rentre pourtant bredouille de son voyage en Angleterre en février 1401 à l'exception d'une somme de 3 000 marks fournis par Henry IV. À son retour à Paris, Manuel envoie des lettres en Aragon et au Portugal mais aucune assistance concrète ne ressort de ses diverses correspondances. Peu à peu, c'est l'enthousiasme de Manuel II qui commence à disparaître car aucune puissance européenne ne prête intérêt aux demandes de Constantinople et Venise refuse d'intervenir seule. Même le maréchal Boucicaut reprend sa politique de gouverneur de Gênes.
À Constantinople, les quelques troupes françaises accomplissent plusieurs actions offensives contre les Turcs, notamment pour y rechercher des vivres. Ainsi, le biographe du maréchal Boucicaut raconte en ces termes un peu pompeux l'action de Châteaumorand :
« Et ainsi la garda l'espace de trois ans contre la puissance des Turcs. Et à brief parler, tant y fit luy et les gens de sa compaignie, que ceulx qui en sçavent la vérité dient que, par luy et par les bons François qui avec luy es toyent, a esté sauvée et garantie d'estre du tout destruite et périe la noble et ancienne cité de Constantinoble. Laquelle chose, n'est point de doubte, fut très agréable à Dieu, et grand honneur au roy de France et aux François qui bien leur vertu y esprouvèrent, et grand bien pour la chrestienté. »

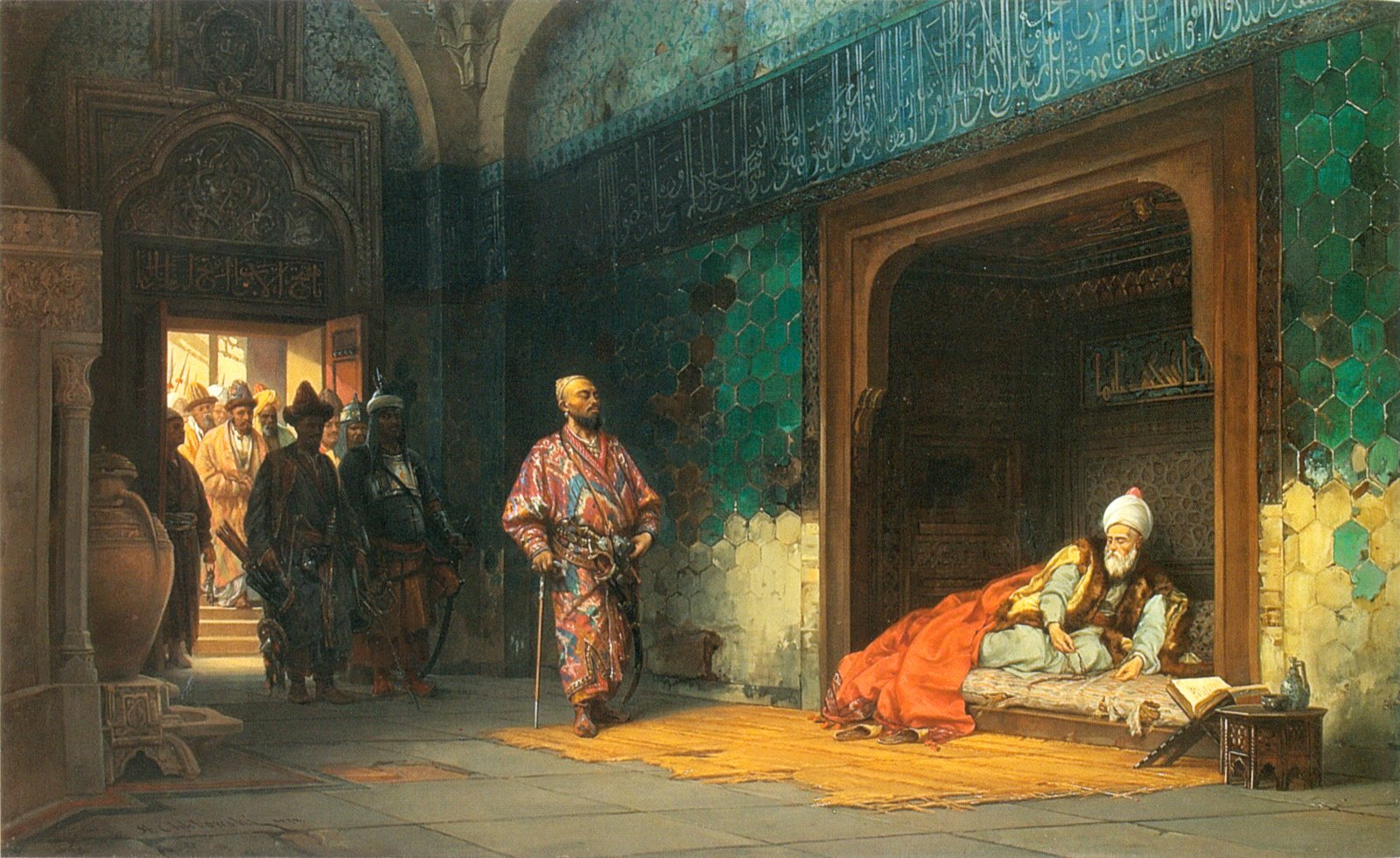
Le sultan Bayezid prisonnier de Tamerlan, toile de 1878

Quant à Bayezid, même si certains récits racontent qu'il aimait observer les différents monuments de Constantinople pour ensuite les partager entre ses officiers, il n'entreprend aucune action offensive de suffisamment d'ampleur pour prendre Constantinople. Enfin, les Constantinopolitains, comme ils le feront en 1422, attribuent la résistance de la ville à l'action de la Vierge. Certaines sources attribuent à Jean VII et au patriarche Mathieu d'avoir essayé de négocier avec Bayezid mais cela semble peu probable, en particulier pour le patriarche Mathieu qui proteste dans une encyclique.
À cette époque, l'empereur turco-mongol Tamerlan apparaît aux frontières orientales de l'Empire ottoman. En 1399, le sultan Bayezid, en demandant à l'émir d'Erzindjan, vassal de Tamerlan, de lui payer tribut, provoque un conflit avec les Timurides. Dès 1400, Tamerlan réussit à prendre Sivas. À Byzance, on espère depuis plusieurs années se servir de Tamerlan comme d'un allié et en 1401, Jean VII lui promet, en cas de victoire contre les Ottomans, de lui payer le tribut qu'il paie à Bayezid. Cependant, c'est Bayezid qui prend l'initiative de la confrontation contre les Timurides. Le 28 juillet 1402, les deux armées se rencontrent près d'Ankara et l'armée ottomane est lourdement défaite par les troupes timurides, Bayezid étant fait prisonnier par les Timurides. Dès lors, l'Empire ottoman s'écroule complètement. Les fils de Bayezid se partagent ce qu'il reste de l'empire, dont la partie asiatique est pillée par les troupes timurides alors même que les émirs turcs, précédemment soumis, reprennent leur indépendance. Parallèlement à cela, les Ottomans n'ont plus les moyens d'assurer le siège de Constantinople, qui s'achève à l'été de 1402.

## Conséquences
Manuel II apprend la défaite de Bayezid en septembre 1402 à Paris lorsque Châteaumorand revient de Constantinople. En novembre, Manuel quitte la France avec 200 hommes commandés par Châteaumorand. Après plusieurs étapes, l'empereur byzantin rentre à Constantinople le 9 juin 1403. À cette date, Jean VII a déjà signé un traité avec Soliman, l'un des fils de Bayezid dirigeant la partie européenne de l'Empire ottoman. Le siège en lui-même n'a pas de conséquences directes sur les événements de la guerre byzantino-ottomane. En effet, si l'Empire byzantin sort vainqueur de cette confrontation, c'est avant tout grâce à l'intervention de Tamerlan, qui, malgré les sympathies qu'il a pu avoir pour les chrétiens, n'a pas dirigé son action en vue de sauver Constantinople.
À la sortie du siège, l'Empire byzantin profite du désarroi ottoman pour reprendre certaines villes dont Thessalonique sans pour autant récupérer suffisamment de territoires pour se reconstituer en tant que puissance d'importance. De fait, lorsqu'en 1413, l'Empire ottoman se retrouve unifiée sous la direction de Mehmed Ier, l'Empire byzantin n'a guère pu améliorer sa position de manière sensible et dès 1422, Constantinople est de nouveau assiégée en vain par les Ottomans, avant qu'elle ne tombe en 1453.

## Sources
- Louis Bréhier, Vie et mort de Byzance, Paris, Albin Michel, 2006
- Donald MacGillivray Nicol (trad. Hugues Defrance), Les Derniers Siècles de Byzance, 1261-1453, Tallandier, coll. « Texto », 2008
- Georg Ostrogorsky, Histoire de l'État byzantin, éditions Payot, 1996.
- Boucicaut, Le Livre des Faicts du maréchal Boucicaut, Michot et Poujoulat, 1861
- (en) J. W. Barker, Manuel II Paleologus (1391-1425) : A Study in Late Byzantine Statesmanship (New Brunswick, N. J., 1968).
- Paul Gautier, « Un récit inédit du siège de Constantinople par les Turcs (1394-1402) », Revue des études byzantines, vol. 23,‎ 1965
- Max Silberschmidt, Das orientalische Problem zur Zeit der Entstehung des türkischen Reiches nach venezianischen Quellen (Druck von B.G. Teubner, 1923)
- Das orientalische Problem zur Zeit der Entstehung des türkis-chen